# Юргевич, Иван Вацлавович
Иван Вацлавович Юрге́вич (бел. Іван Вацлававіч Юргевіч; 15 мая, 1943, деревня Телеши, Докшицкого района, Витебской области, БССР — 17 декабря 2002, Новополоцк, Витебская область) — лидер шахтёрского рабочего движения Белоруссии конца 80-х — начала 90-х годов XX века, основатель и первый председатель Белорусского Независимого профсоюза горняков, химиков, нефтепереработчиков, энергетиков, транспортников, строителей и других работников, БНП. Основатель и первый редактор газеты «Солидарность», лидер Межпрофессионального союза рабочих города Солигорска, председатель Солигорского забастовочного комитета в апреле-мае 1991 года, член общественного объединения Белорусский Народный Фронт «Возрождение».

## Биография

### Ранние годы
Родился 15 мая 1943 года в деревне Телеши, Докшицкого района, на тот момент Вилейской области БССР. Белорус по национальности, католик по вероисповеданию. В 1957 году окончил 7-й класс средней школы. В 17 лет поехал работать в лесное хозяйство Печорского района Коми АССР. Позже поступил в Воркутинское горное профессионально-техническое училище № 3. С 1963 года работал электриком на Воркутинских шахтах. С 1964 по 1967 год служил в Советской Армии. После увольнения из армии вернулся на Воркутинские шахты. В 1973 году переезжает в Норильск, где три года проработал рабочим на местном металлургическом комбинате. В 1976 году возвращается на родину в Белоруссию. Работает на ПО «Беларуськалий» машинистом горных выемочных машин.

### Профсоюзная и общественная деятельность
После событий в Польше начала 1980-х, связанных с рабочим движением «Солидарность», занимает активную гражданскую позицию. Публикуется в местной прессе, в «Калийщике Солигорска», позже был избран членом Совета рабочего коллектива объединения.
18 августа 1990 на Учредительной конференции Межпрофессионального рабочего союза города Солигорска его избирают председателем. Во время апрельских событий 1991 года он был одним из лидеров политической стачки в БССР вместе с Михаилом Соболем, Геннадием Быковым, Георгием Мухиным и Сергеем Антончиком. Солигорский стачечный комитет избирает его председателем вместе с Василием Юркиным.
В апреле 1991 года он основывает первую независимую Солигорскую газету — «Салідарнасць». Название газеты было выбрано по принципу польской «Солидарности», которой восхищались в то время почти все лидеры рабочего движения.
На Учредительном съезде Независимого профсоюза горняков Беларуси 6 октября 1991 года не возникло вопроса о том, кого следует избрать председателем нового профсоюза, так как Александр Довнар и Василий Юркин сняли свои кандидатуры в его пользу: 64 голосами из 85 он был избран первым председателем НПГБ.
Четыре года до 1995 года Иван Юргевич возглавлял Независимый профсоюз горняков Беларуси, который при расширении пришлось переименовать в 1993 году в Белорусский Независимый профсоюз. Принимал активное участие в 44-дневной забастовке на «Беларуськалии» и 18-дневной голодовке в марте-апреле 1992. В 1993 году был одним из инициаторов создания Ассоциации профсоюзов Белорусский конгресс демократических профсоюзов (БКДП).

### Прекращение деятельности
После ухудшения здоровья в 1995 году он уходит с поста председателя БНП. На пенсии поступает на философский факультет Белорусского государственного университета. Нездоровый образ жизни и напряженная профсоюзная деятельность привели к четырём сердечным приступам. 17 декабря 2002 года в возрасте 59 лет он умирает.
Похоронен Иван Вацлавович недалеко от города Новополоцк на кладбище «Лесное», куда на его день рождения, по инициативе актива Независимого профсоюза горняков 4 рудоуправления, ежегодно приезжают активисты Белорусского Независимого профсоюза.